# 迎江区
迎江区是中國安徽省安庆市下辖的一个市辖区。区域总面积为11平方公里，全区常住总人口約15万人。区人民政府駐宜城路街道人民路515號。

## 行政区划
迎江区下辖6个街道办事处、1个镇、3个乡：
宜城路街道、新河路街道、华中路街道、人民路街道、孝肃路街道、老峰镇、龙狮桥乡、长风乡和新洲乡。

## 人口
根據第七次人口普查數據，截至2020年11月1日零時，迎江區常住人口為253694人。